# Corydalis acropteryx
Corydalis acropteryx är en vallmoväxtart som beskrevs av Friedrich Karl Georg Fedde. Corydalis acropteryx ingår i släktet nunneörter, och familjen vallmoväxter. Inga underarter finns listade i Catalogue of Life.